# ویویان چو
ویویان چو (انگلیسی: Vivian Chow؛ زادهٔ ۱۰ نوامبر ۱۹۶۷) یک خواننده اهل جمهوری خلق چین است.